# František Havlíček (1925)
František Havlíček (7. srpna 1925 Praha – 6. září 1950 Věznice Pankrác) byl český strážmistr SNB, protinacistický a protikomunistický odbojář odsouzený v politickém procesu komunistickým režimem k trestu smrti a v roce 1950 popraven.

## Životopis
Narodil se v roce 1925 v Praze. Měl nejméně dva sourozence, sestry Annu a Blanku. V mládí se vyučil strojníkem ve firmě ČKD, zkoušky úspěšně složil v roce 1943. Za Protektorátu se pak zapojil do protinacistického odboje. V roce 1944 byl gestapem zatčen a následně držen ve pankrácké věznici a ve věznici v Terezíně. Poté měl být převezen do koncentračního tábora, z příslušného transportu se mu nicméně podařilo uprchnout a do konce druhé světové války se před úřady musel skrývat.

### Po druhé světové válce
Po konci války se stal členem SNB, přičemž byl opakovaně přemisťován mezi různými stanovišti. Později pracoval jako horník ve Vinařicích. Velmi brzy po komunistickém převratu se rozhodl z Československa uprchnout. Učinil tak v březnu 1948, přičemž po svém útěku pracoval v Západním Německu v uprchlickém táboře v Burgu. V uprchlickém táboře navázal milostný vztah se členkou americké armády Lindou. V listopadu 1948 však byla demobilizována a odcestovala tak zpět do Spojených států amerických, což chtěl učinit i Havlíček. Neměl k tomu však dostatek finančních prostředků a navázal tak kontakt s americkou zpravodajskou službou CIC. Za účelem získání finančních prostředků se tak stal agentem chodcem. První cestu uskutečnil úspěšně v dubnu 1949, v květnu 1949 se však vyskytly problémy, když Havlíček nebyl schopen kontaktovat svou spojku v Československu. Zajímavostí je, že na rozdíl od většiny agentů chodců Havlíček cestoval do Československa vlakem za užití falešných dokladů, státní hranici tedy nepřekračoval nepozorovaně.

### Zatčení a smrt
Od května do srpna 1949 tak pobýval v Praze a snažil se získat prostředky ke svému dalšímu odchodu na západ. V srpnu 1949 byl dopaden poté, co se jeho totožnost pokusil zjistit příslušník SNB. Přestože se Havlíčkovi podařilo utéct, byl dopaden o několik hodin později. Ve vazbě byl poté při výsleších mučen. V dubnu 1950 byl v politickém procesu za trestné činy velezrady, vyzvědačství, zběhnutí a vojenské zrady odsouzen k trestu smrti. Popraven byl v září 1950. Urna s jeho popelem byla uložena v kolumbáriu kostela církve československé v Praze Vršovicích. Rehabilitován byl po sametové revoluci v roce 1993. V roce 2010 mu Ministerstvo obrany udělilo Vyznamenání Zlaté lípy.

## Připomínky
- Jeho jméno je uvedeno na pamětní desce popraveným příslušníkům Sboru národní bezpečnosti umístěné na fasádě v podloubí před vstupem do budovy Policejního prezidia České republiky na adrese Strojnická 935/27, 170 89 Praha 7 – Holešovice.[3][4]
- Jeho jméno je uvedeno na desce v řadě 13 na Čestném pohřebišti popravených a umučených z 50. let (III. odboj) na Ďáblickém hřbitově.[5]

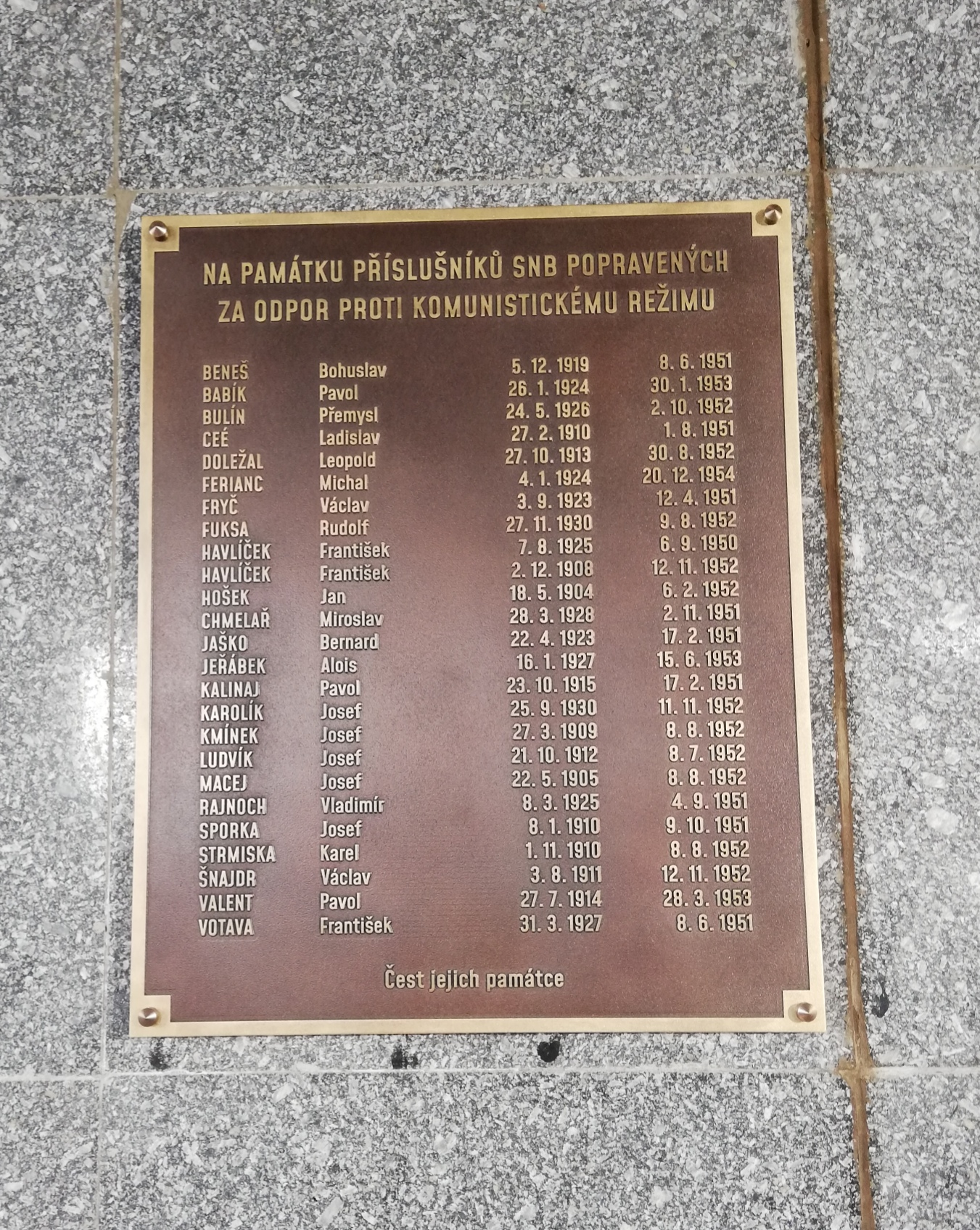
Pamětní deska popraveným příslušníkům Sboru národní bezpečnosti se jménem F. Havlíčka v pražských Holešovicích
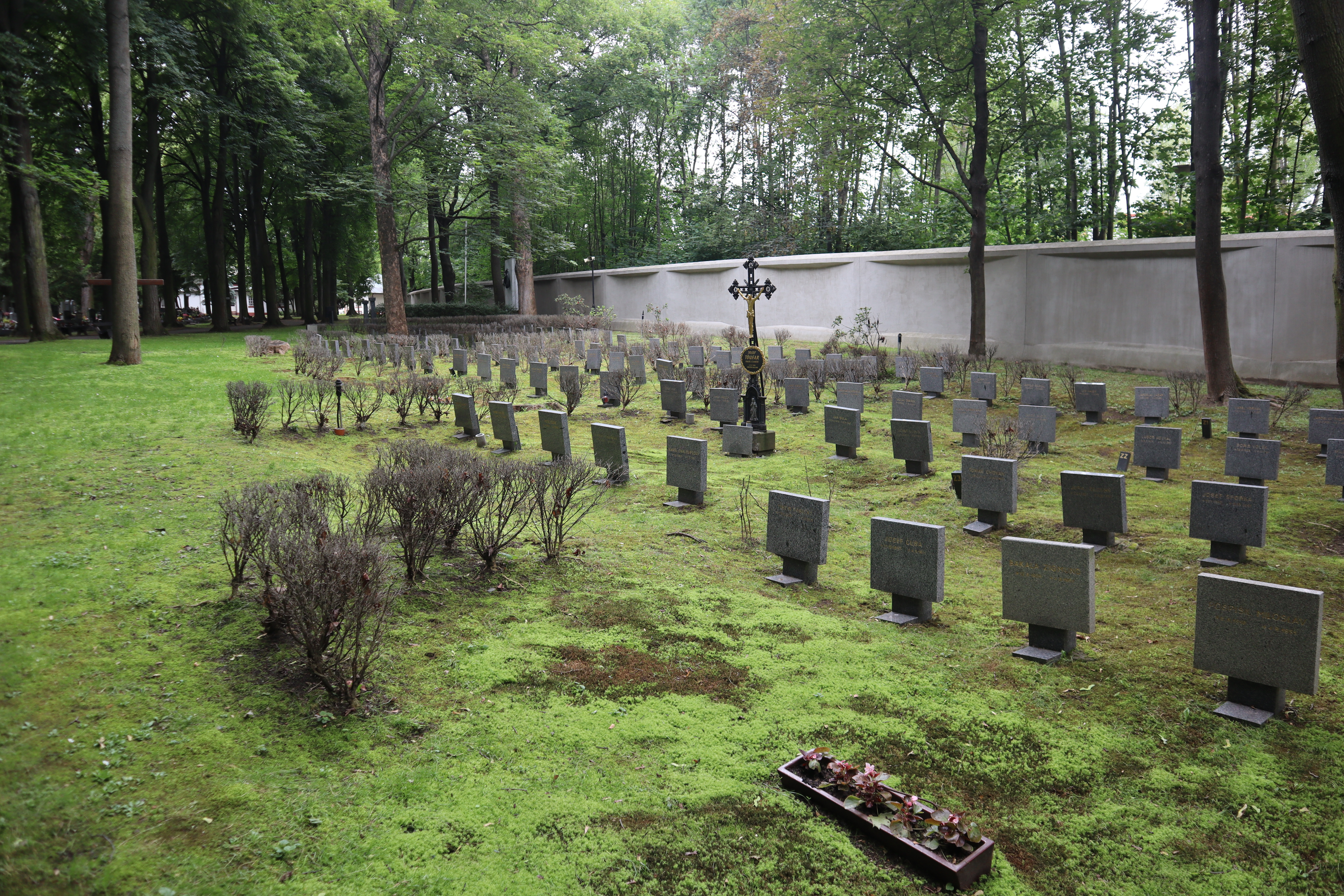
Čestné pohřebiště popravených a umučených z 50. let (III. odboj) na Ďáblickém hřbitově
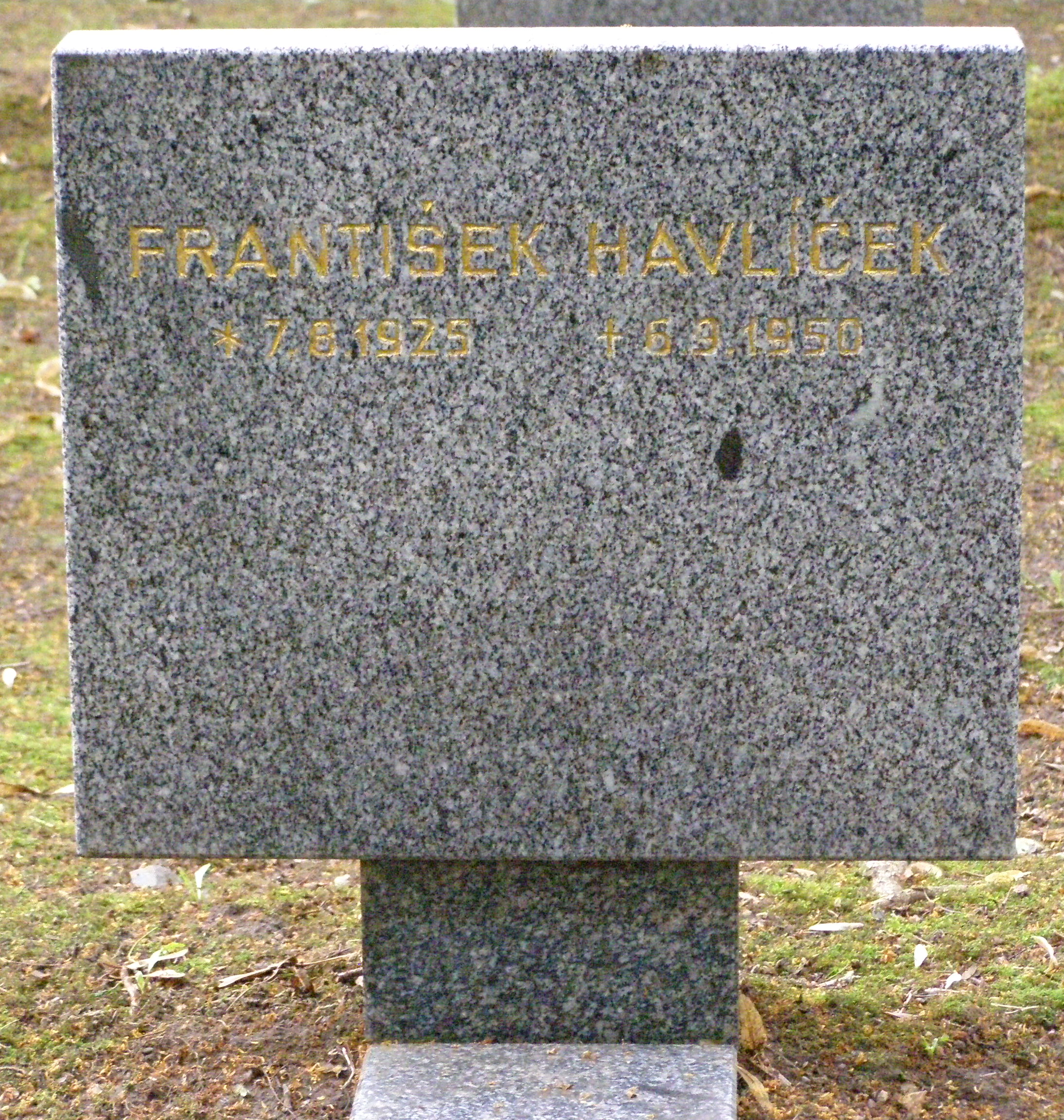
Symbolický hrob F. Havlíčka na Čestném pohřebišti popravených a umučených z padesátých let (III. odboj) na Ďáblickém hřbitově